# Escudo da Crimeia

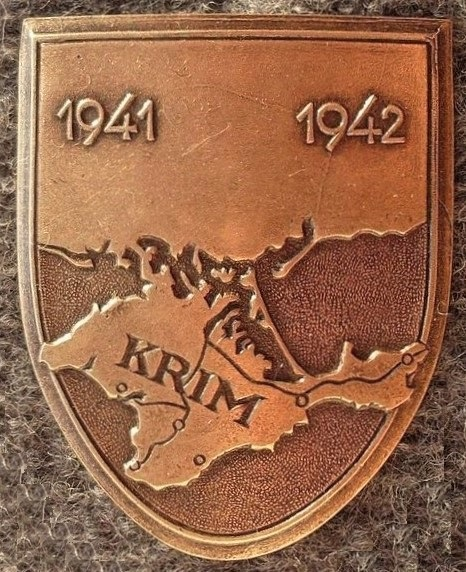
Versão 'desnazificada' do pós-guerra

O Escudo da Crimeia (em alemão:  Krimschild) foi uma condecoração militar alemã da Segunda Guerra Mundial. Foi concedido a militares sob o comando do Marechal de Campo von Manstein, incluindo unidades navais e da força aérea, que lutaram contra as forças do Exército Vermelho entre 21 de setembro de 1941 e 4 de julho de 1942 e que capturaram a região da Crimeia (Krim em alemão). Foi instituído em 25 de julho de 1942. Foi o mais amplamente distribuído dos vários escudos de campanha alemães, com aproximadamente 250.000 combatentes condecorados.